# Frottage (seksuele handeling)

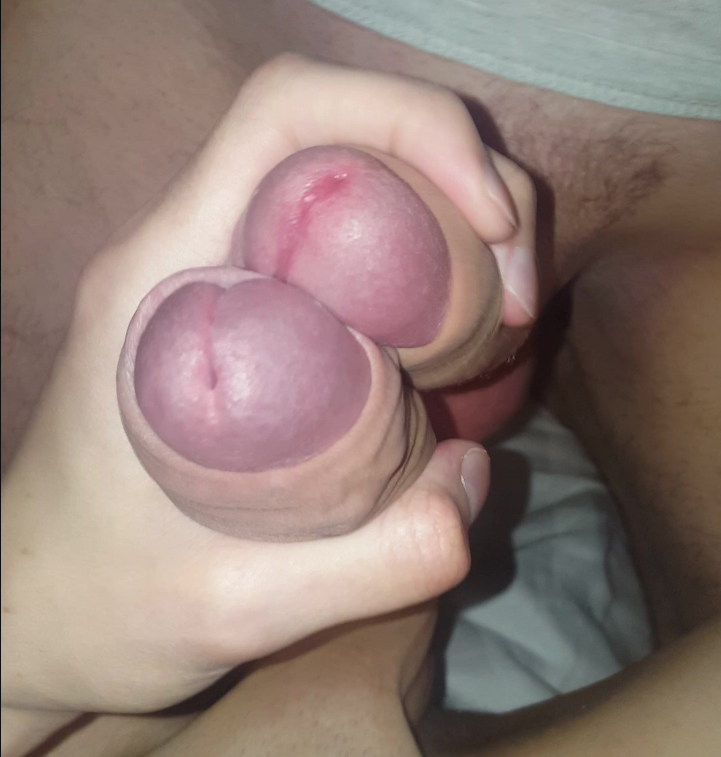
Frottage van bovenaf gezien

Frottage is een seksuele handeling waarbij twee mannen hun stijve penissen tegen elkaar wrijven. Het is een niet-penetratieve vorm van seks.